# Hipótesis de los antiguos astronautas

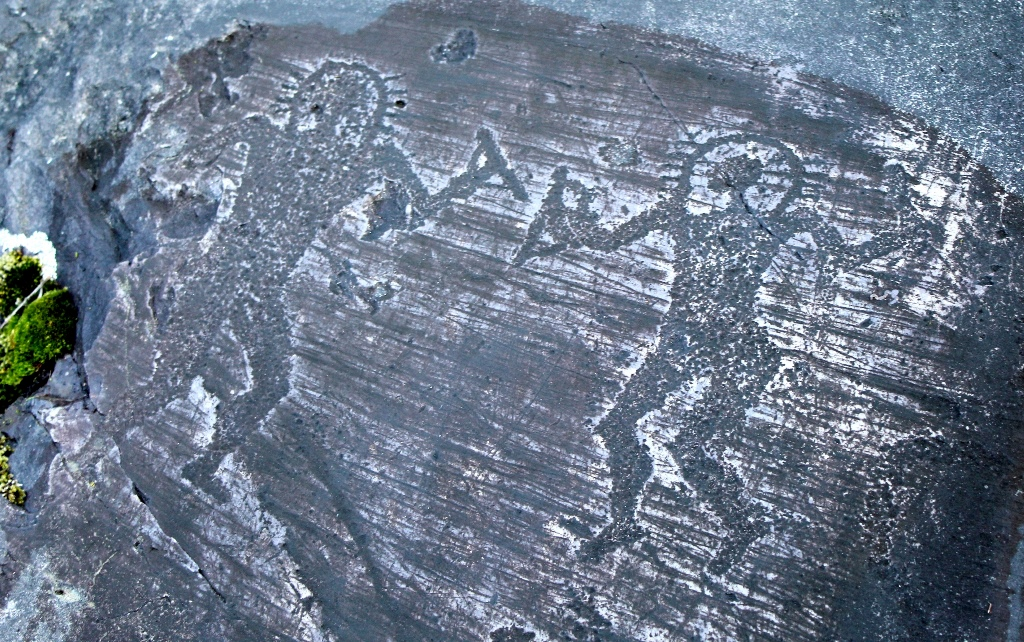
Pinturas rupestres de Val Camónica (Italia, a 45 km al sur de la frontera con Suiza), del 1000 a. C. Hay quien sostiene que estas pinturas son prueba de los antiguos astronautas.

La hipótesis de los antiguos astronautas, también conocida como hipótesis de paleocontacto, es una hipótesis pseudohistórica (sin base científica ni histórica) que sostiene que seres extraterrestres han visitado el planeta Tierra en el pasado y que estos seres han sido responsables, en varios grados, del origen y desarrollo de las culturas humanas, las tecnologías y las religiones (otra forma de llamarlo es creacionismo alienígena). Una variante común de la idea es que la mayoría de las deidades en las religiones, si no todas, son en realidad extraterrestres, y sus tecnologías fueron tomadas como evidencia de su condición divina.
Estas propuestas se han popularizado, sobre todo en la segunda mitad del siglo XX, por autores como Erich von Däniken, Giorgio A. Tsoukalos, Robert Charroux, Peter Kolosimo, Zecharia Sitchin, Robert K. G. Temple y J. J. Benítez, entre otros.
Esta hipótesis es considerada pseudociencia, al no existir evidencia alguna que la haga verificable y estar basada solo en suposiciones.

## Información general
Los defensores de las hipótesis de los antiguos astronautas a menudo sostienen que los seres humanos son descendientes o creaciones de seres extraterrestres que visitaron la Tierra hace miles de años y que los seres híbridos de las mitologías antiguas son creaciones de estos seres alienígenas. Una idea asociada es que gran parte del conocimiento humano, la religión y la cultura vinieron de los visitantes extraterrestres en la antigüedad, en la que los astronautas antiguos actuaron como una cultura madre. Defensores de los antiguos astronautas también creen que los viajeros del espacio exterior conocidos como astronautas construyeron muchas de las estructuras en la tierra como las pirámides de Egipto y las cabezas Moái de piedra de la Isla de Pascua o ayudaron a los seres humanos en su construcción.
Los proponentes argumentan que la evidencia de los antiguos astronautas proviene de las lagunas en los registros históricos y arqueológicos, y también mantienen que las explicaciones incompletas de datos históricos o arqueológicos apuntan a la existencia de antiguos astronautas. Dicen que las pruebas incluyen artefactos arqueológicos que según ellos son anacrónicos o van más allá de las capacidades técnicas de las culturas históricas con las que están asociados (algunas veces referido como "Oopart"), y obras de arte y leyendas que se interpretan como el contacto extraterrestre o con tecnologías extraterrestres.
Ciertos académicos han respondido que las lagunas en el conocimiento contemporáneo no son una prueba de tales ideas especulativas, y que muchas de estas teorías nacen a causa de una aproximación romántica y esotérica al mundo antiguo.
Thomas Gold profesor de astronomía sugirió la «hipótesis de la basura» para el origen de la vida. Su hipótesis dice que la vida en la Tierra podría haberse propagado de una pila de residuos de los productos que descargaron por accidente en la Tierra hace mucho tiempo los extraterrestres.
La serie de televisión Alienígenas ancestrales en el canal History Channel cuenta con los principales defensores de la teoría de antiguos astronautas, e incluye entrevistas con los ufólogos Giorgio A. Tsoukalos, Erich von Däniken, Steven M. Greer y Nick Pope.

## Escritores y publicaciones
Narraciones sobre los antiguos astronautas aparecen por primera vez en la ciencia ficción a finales del siglo XIX y principios de siglo XX. La idea fue propuesta de forma seria por Harold T. Wilkins (1954), recibió cierta consideración como una hipótesis seria durante los años 1960, y ha sido mayormente confinada a la esfera de la pseudociencia y la cultura popular desde los años 1970.
Los antiguos astronautas aparecen como una característica de las religiones ovni a partir de la ópera espacial en la Cienciología escrita (1967), seguido por el movimiento raeliano (1974). Los mormones, cuya religión fue fundada en 1830, creen que Dios es un ser que habita en otro planeta cerca de una estrella a la que llaman Kólob.

### Erich von Däniken

Tapa del sarcófago de Pakal el grande, quien de acuerdo a Von Däniken representa a un "astronauta antiguo" ascendiendo a las estrellas en su nave espacial.

Erich von Däniken es un proponente principal de esta teoría desde finales de la década de 1960 y a principio de 1970, ganó una gran audiencia por medio de la publicación en 1968 de su libro de mayor venta ¿Carrozas de los Dioses? y sus secuelas.
Según von Däniken, ciertos artefactos y construcciones monumentales requerían una habilidad tecnológica sofisticada mayor que la que había disponible en las culturas antiguas que las construyeron. Von Däniken mantiene que estos artefactos fueron construidos directamente por visitantes extraterrestres o por humanos que aprendieron el conocimiento necesario de dichos visitantes. Estos incluyen Stonehenge, Puma Punku, los Moái de la Isla de Pascua, la Gran Pirámide de Guiza, y las baterías eléctricas de la antigua Bagdad.
Von Däniken sostiene que el arte e iconografía antiguos encontrados por todas partes del mundo ilustran vehículos aéreos y espaciales, criaturas inteligentes no humanas, astronautas antiguos, y artefactos de una tecnología anacrónicamente avanzada. Von Däniken también sostiene que culturas separadas geográficamente comparten temas artísticos, lo cual él argumenta implica un origen común. Un ejemplo de ello es la interpretación de von Däniken de la tapa del sarcófago recuperada de la tumba del soberano de Palenque de la era clásica Maya, Pacal el Grande. Von Däniken afirmó que el diseño representaba un astronauta sentado, mientras que la iconografía y el texto Maya lo identifica como un retrato del mismo soberano con el árbol del mundo (wacah chan) de la mitología Maya.
Los orígenes de muchas religiones son interpretados por von Däniken como reacciones a encuentros con una raza alienígena. De acuerdo a su punto de vista, los humanos consideraban la tecnología de los alienígenas como supernatural y a los extraterrestres como dioses. Von Däniken afirma que las tradiciones orales y escritas de la mayoría de las religiones contienen referencias a visitantes extraterrestres en forma de descripciones de estrellas y vehículos viajando por el aire y el espacio. Una de ellas es la revelación de Ezequiel en el Antiguo testamento, la cual Däniken interpreta como una descripción detallada del aterrizaje de una nave espacial.
Las teorías de von Däniken se hicieron famosas en los Estados Unidos después del documental de NBC-TV En Búsqueda de Astronautas Antiguos con Rod Serling como anfitrión y el documental Carrozas de los Dioses basado en el libro homónimo, también conocido como Recuerdos del Futuro.
Los críticos argumentan que von Däniken tergiversó los datos, y que muchas de sus afirmaciones no tenían fundamento, y que ninguna de sus afirmaciones principales han sido validadas.

### Zecharia Sitchin

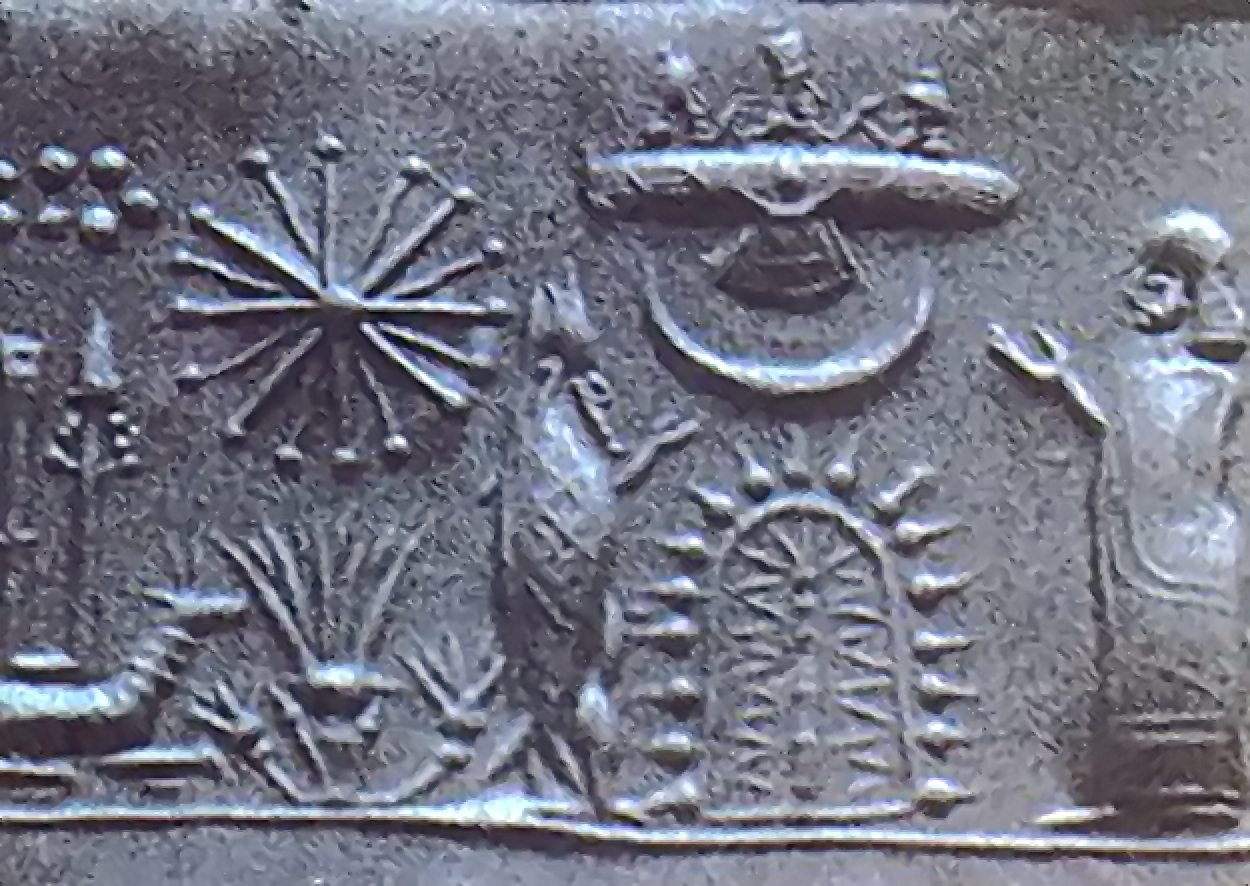
Un antiguo sello cilíndrico de Mesopotamia.

La serie de Zecharia Sitchin Las Crónicas de la Tierra, comenzando con El 12mo Planeta, gira en torno a la interpretación de Sitchin de los escritos antiguos sumerios y del Medio Oriente, lugares megalíticos, y artefactos de alrededor del mundo. Él teoriza que los dioses de la antigua Mesopotamia eran en realidad astronautas del planeta Nibiru, el cual, según Sitchin, los sumerios creían que era un remoto decimosegundo planeta (contando el Sol, la Luna, y Plutón como planetas) asociado con el dios Marduk. De acuerdo a Sitchin, Nibiru continúa orbitando nuestro sol en una órbita elongada de 3600 años. Sitchin también sugiere que el cinturón de asteroides entre Marte y Júpiter son los pedazos restantes del antiguo planeta Tiamat, que según él fue destruido en una de las órbitas de Nibiru a través del sistema solar. La astronomía moderna no ha encontrado evidencias para apoyar las afirmaciones de Sitchin.
Sitchin sostuvo que existían escritos sumerios que narraban la historia de 50 anunnaki, habitantes de un planeta llamado Nibiru, que vinieron a la Tierra aproximadamente hace 450 000 años con la intención de extraer materia prima, especialmente oro, para transportarlo de regreso a Nibiru. Debido a su pequeño número, pronto se cansaron de su tarea y comenzaron a crear obreros para las minas por medio de ingeniería genética. Después de muchas pruebas, en algún momento crearon al homo sapiens: el "Adapa" (hombre modelo) o Adán de la mitología subsequente. Sitchin contendía que los anunnaki participaban activamente en los asuntos humanos hasta que su cultura fue destruida por catástrofes mundiales causadas por el abrupto fin de la última edad de hielo hace unos 12000 años. Viendo que los humanos sobrevivieron y que todo lo que habían construido había sido destruido, los anunnaki se fueron de la Tierra tras haber dado a los humanos la oportunidad y los medios de gobernarse a sí mismos.
El trabajo de Sitchin no ha recibido apoyo de expertos del campo y ha sido criticado por profesionales que han evaluado sus teorías. Michael S. Heiser, erudito en lenguas semíticas, dice que muchas de las traducciones que Sitchin hizo de palabras sumerias y mesopotámicas no son consistentes con los diccionarios bilingües de cuneiforme mesopotámico, producidos por antiguos escribas acadios.

### Robert Temple

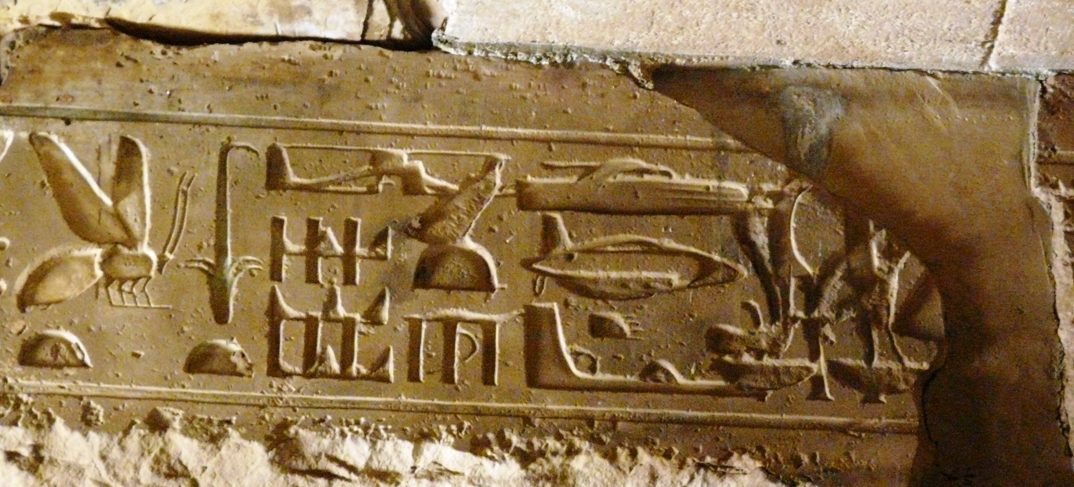
Jeroglíficos en Abidos, Egipto de los que se dice representan una aeronave.

En su libro El Misterio de Sirio, publicado en el 1976, Robert K. G. Temple argumenta que los dogones del noroeste de Malí preservaron una historia de visita extraterrestre que tuvo lugar alrededor de hace 5000 años. Entre la evidencia que él cita se encuentra el supuesto conocimiento astronómico avanzado heredado por la tribu, descripciones, y sistemas de creencias comparativos con civilizaciones antiguas tales como el antiguo Egipto y Sumeria. Su trabajo se basa en gran parte en los estudios de los antropólogos culturales Marcel Griaule y Germaine Dieterlen.
Sus conclusiones han sido criticadas por científicos, quienes señalan discrepancias en el relato de Temple y sugieren que los dogones pueden haber recibido su información astronómica recientemente, probablemente de fuentes europeas, y que pudo haber tergiversado la etnografía de los dogones.

### Shklovski y Sagan

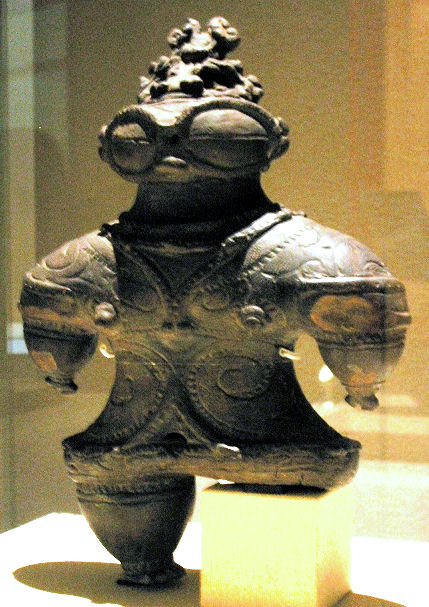
Una figura Dogū del Japón (fechada 1000–400 a. C.). Teóricos de los astronautas antiguos sugieren que estas pueden representar a visitantes extraterrestres.

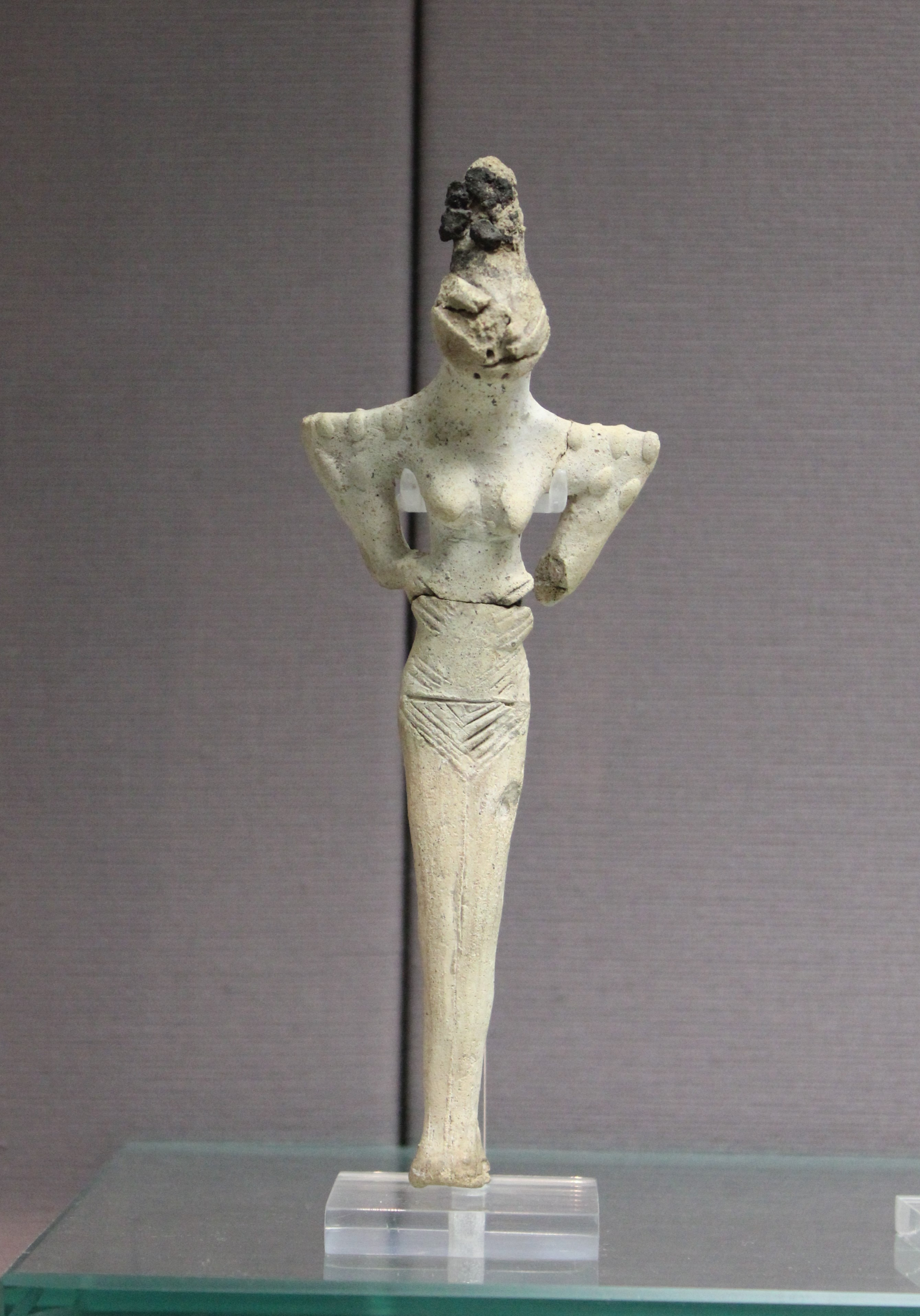
Figura reptiliana del Período de El Obeid. Ur, Mesopotamia, Irak actual.

En su libro Vida Inteligente en el Universo (1966), los astrofísicos Iósif Shklovski y Carl Sagan dedicaron un capítulo al argumento que científicos e historiadores deberían considerar seriamente la posibilidad de que haya ocurrido contacto extraterrestre durante la historia registrada. Sin embargo, Shklovski y Sagan enfatizaron que estas ideas era especulativas y que no habían sido probadas.
Shklovski y Sagan argumentaron que el viaje interestelar de vida extraterrestre a velocidades menores que la de la luz era una certeza cuando se tomaba en consideración la tecnología que existía o que era factible a finales de la década de 1960; que repetidas visitas extraterrestres a la Tierra eran plausibles; y que narrativas precientíficas pueden ofrecer medios potencialmente fidedignos de describir contacto con extraterrestres. Además, Shklovski y Sagan propusieron un examen más minucioso de los cuentos de Uanna, un ser tipo pez al que se le atribuye la enseñanza de agricultura, matemáticas, y las artes a los sumerios primitivos, ya que debido a su consistencia y detalle podrían evidenciar un ejemplo de contacto primitivo.
En su libro El Cerebro de Broca (1979), Sagan sugirió que él y Shklovski pudieron haber inspirado la oleada de libros de antiguos astronautas en la década de 1970, y expresó su desacuerdo con "von Däniken y otros escritores no críticos" quienes aparentemente expandieron estas ideas no como especulaciones cautelosas sino como "evidencia válida de contacto extraterrestre." Sagan argumentó que aunque muchas leyendas, artefactos, y supuestos artefactos fuera de lugar fueron citados en apoyo de las teorías de los antiguos astronautas, "muy pocos requieren más de una simple mención" y podrían ser explicados fácilmente con teorías más convencionales. Sagan también reiteró su conclusión previa de que las visitas extraterrestres a la Tierra eran posibles pero no probadas, y quizá no probables.

### David Icke
El escritor David Icke, también sostiene que los annunaki son una raza extraterrestre que vino a la Tierra hace cientos de miles de años e intervinieron en la vida humana.

### Anton Parks
Escritor francés, autor de la saga Las Crónicas de Girku donde propone la intervención de unos seres Reptilianos en la creación del hombre, basándose en sus propias traducciones de las tablillas sumerias volviendo su teoría parecida a la de Zecharia Sitchin pues igual habla sobre los Annunaki pero agregando otras razas Reptiles. Sus propuestas completan la visión de David Icke.

### Religiones ovni
Varios nuevos movimientos religiosos, incluyendo Teosofía, Gnosticismo Samaeliano, Nación del Islam, Cienciología, Libro de Urantia, Raelismo, Heaven's Gate, y el mormonismo creen en contacto antiguo y presente con inteligencia extraterrestre. Muchas de estas religiones ven, ambas, escrituras antiguas y revelaciones recientes como conectadas con las acciones de alienígenas de otros sistemas planetarios. Sociólogos y psicólogos han encontrado que las religiones ovni tienen similitudes que sugieren que miembros de estos grupos conscientemente o subliminalmente asocian el encanto del meme de la ciencia ficción.

## Evidencia citada por proponentes

### Antiguos textos religiosos
Proponentes de la teoría de los antiguos astronautas citan mitologías antiguas para apoyar sus puntos de vista. Se basan en la idea de que los antiguos mitos de creación (de dioses que descendieron de los cielos a la Tierra para crear o instruir a la humanidad) son representaciones reales de visitantes extranjeros, cuya tecnología superior es la razón por la cual fueron recibidos como dioses. Algunos autores utilizan como analogía eventos en tiempos modernos de culturas aisladas que son expuestas a la tecnología occidental, tal como cuando, a principios del siglo XX, en el Pacífico sur se descubrieron las sectas de cargo: culturas que creían que los barcos occidentales y su carga fueron enviadas por los dioses como cumplimiento de profecías concernientes a su regreso.

#### El «Ramayana»

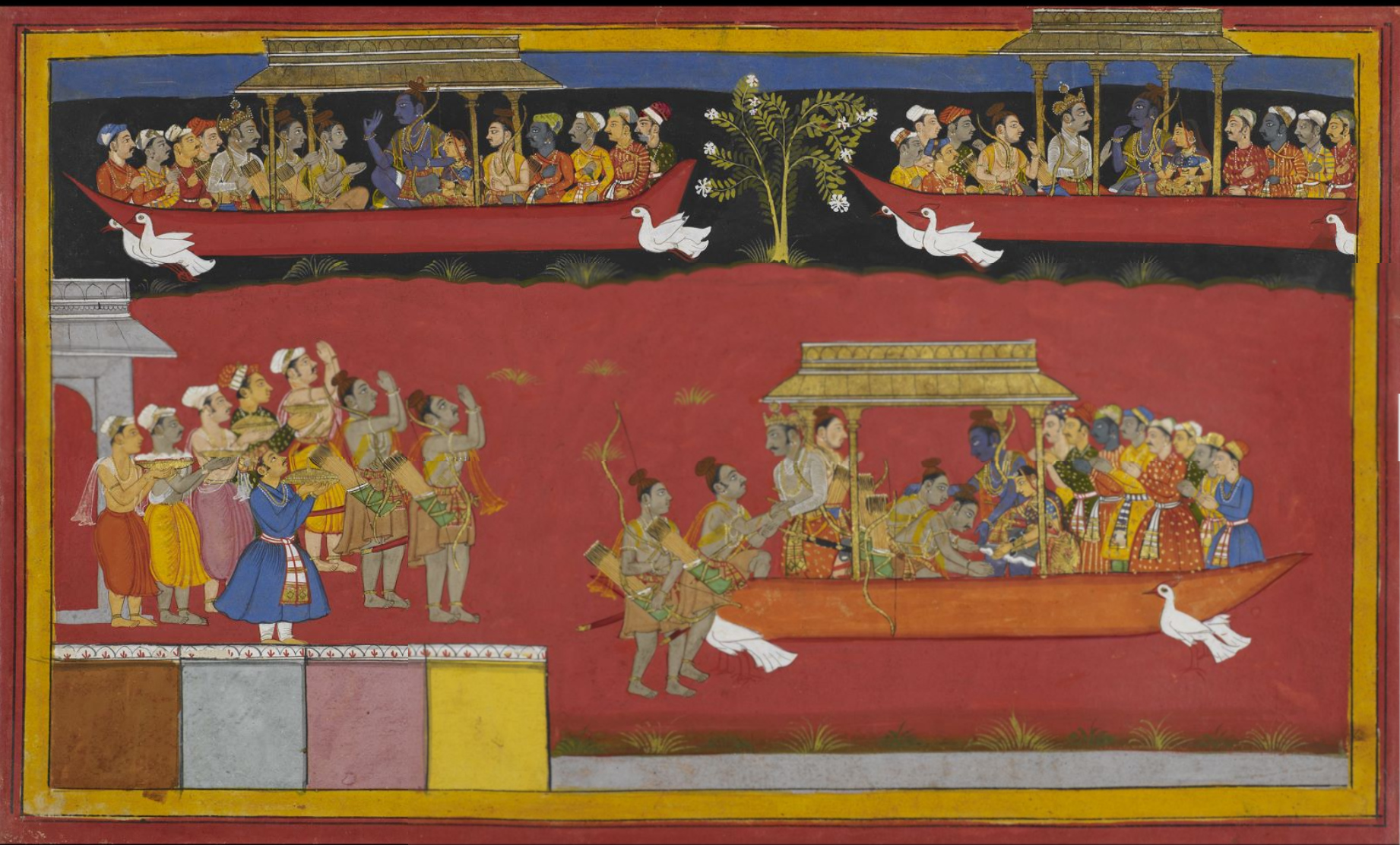
Rama es bienvenido de regreso a Ayodhya en su carro volador; proponentes de la teoría de antiguos astronautas utilizan esto como evidencia de la existencia de vehículos voladores en la antigüedad.

En la mitología hinduista, los dioses y sus avatares viajan de un lugar a otro en vímanas (vehículos voladores, llamados carrozas volantes). Hay muchas menciones de estas máquinas voladoras en el Ramaiana, un texto épicorreligioso que data del siglo III a. C. aproximadamente.
Los siguientes son algunos ejemplos:

¿Acaso no es mía la maravillosa carroza?,
se llama Pushpak [‘hecha de flores’], hecha por manos divinas.
…
Esta carroza, mantenida con el mayor cuidado,
te llevará flotando por los campos de aire,
Y te llevará sin cansarte
hasta la hermosa ciudad real de Aiodhiá.
Ramaiana, 6, 123

Rápido por el aire, como lo eligió Ráma,
El maravilloso carro de la tierra surgió.
Y cubierto con cisnes y alas de plata
Perforó las nubes con su carga de reyes.
Ramaiana, 6, 124, final

Erich von Däniken discute el Ramayana y los vimanas en el capítulo 6 de su best seller ¿Carrozas de los dioses?, y sugiere que eran vehículos espaciales. Para apoyar su hipótesis ofrece una cita que dice provenir de una traducción del Mahabharata hecha por C. Roy en 1889: "Bhima voló con su Vimana en una rayo enorme que era tan brillante como el Sol y hacía un ruido como el trueno de una tormenta".
En 1923, el médium Subbaraya Shastry escribió el Vaimanika-sastra, un texto sobre construcción y funcionamiento de antiguas naves espaciales.

#### Libro de GénesisyLibro de Enoc
El Libro de Génesis, capítulo 6 versículos 1–4, declara:
Cuando los seres humanos comenzaron a multiplicarse sobre la tierra y tuvieron hijas, los hijos de Dios vieron que las hijas de los seres humanos eran hermosas. Entonces tomaron como mujeres a todas las que desearon. 
...
 Al unirse los hijos de Dios con las hijas de los seres humanos y tener hijos con ellas, nacieron gigantes, que fueron los famosos héroes de antaño. A partir de entonces hubo gigantes en la tierra. 
— Génesis 6:1–4 (Nueva Versión Internacional)
Una interpretación es que los Nefílim (gigantes) son los hijos de los hijos de Dios e hijas de los seres humanos, aunque los eruditos no están seguros. La versión de la Biblia en inglés conocida como King James Version reemplaza la palabra Nefílim con gigantes.
La primera parte del libro apócrifo Libro de Enoc amplía e interpreta el Génesis 6:1. Explica que los hijos de Dios eran un grupo de 200 ángeles llamados Observadores. En contra de la voluntad de Dios, estos Observadores descendieron a la Tierra a reproducirse con los humanos. Su descendencia son los Nefílim, los gigantes que consumieron todas las posesiones de los hombres. Cuando los humanos no podían sustentar más a los Nefílim se tornaron en contra de la humanidad. Los Observadores también instruyeron a los humanos en la metalurgia y en el trabajo con metales, cosméticos, hechicería, astrología, astronomía y meteorología. Dios entonces ordenó que los Observadores fueran hechos prisioneros en la tierra. Él creó el Gran Diluvio para borrar de la faz de la Tierra a los Nefílim y a los humanos (quienes habían recibido conocimiento de los Observadores). Sin embargo, para asegurar la supervivencia de la humanidad, Noé es avisado de la destrucción que ha de venir. Porque ellos desobedecieron a Dios, el libro también describe a los Observadores como ángeles caídos.
Algunos teóricos de los antiguos astronautas creen que esta historia es una narración histórica de extraterrestres visitando la Tierra. En su interpretación, los ángeles son extraterrestres y son llamados Observadores porque su misión era observar a la humanidad. Algunos de los extraterrestres desobedecieron órdenes, hicieron contacto con humanos, se reprodujeron con féminas humanas y compartieron conocimiento con ellos. Los Nefílim fueron, entonces, híbridos: mitad humano y mitad extraterrestre.
Chuck Missler y Mark Eastman argumentan que los ovnis modernos transportan a los ángeles caídos, o la progenie de los ángeles caídos: los Nefílim del libro de Génesis, quienes han regresado ahora. Ellos creen que fue este mestizaje entre los ángeles y los humanos lo que llevó a lo que llaman "el problema de la reserva genética". Noé fue perfecto en su "generación", o sea que "la genealogía de Noé no estaba empañada por la intrusión de los ángeles caídos. Parece que esta adulteración de la reserva genética humana era un gran problema en el planeta Tierra."
Von Däniken también sugiere que los dos ángeles que visitaron a Lot en Génesis 19 no eran ángeles, sino astronautas antiguos. Puede que hayan usado armas nucleares para destruir la ciudad de Sodoma. De todas formas, los seres de otro mundo actuaron como si hubiera un tiempo establecido para la destrucción de Sodoma. Von Däniken cuestiona por qué Dios llevaría un calendario y por qué un "Padre infinitamente bueno preferiría a 'hijos favoritos', como a la familia de Lot, en vez de un sin número de otros."
Marc Dem reinterpreta completamente el Génesis y asevera que la humanidad comenzó en otro planeta y que el Dios de la Biblia es un extraterrestre.

#### Libro de Ezequiel

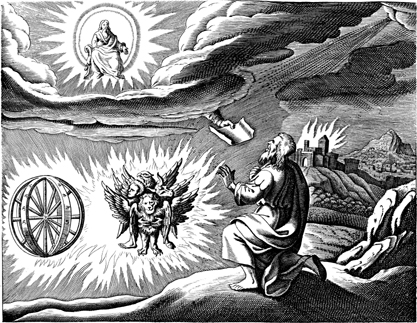
Una ilustración grabada de la 'visión' de Ezequiel (1670).

En el Antiguo Testamento bíblico, el capítulo 1 del Libro de Ezequiel narra la visión en la cual Ezequiel ve una nube inmensa que contiene fuego y emite relámpagos y una luz brillante. Continúa: "En medio del fuego se veía algo semejante a un metal refulgente. También en medio del fuego vi algo parecido a cuatro seres vivientes". Estas criaturas son descritas como aladas y humanoides; ellas "se desplazaban de un lado a otro con la rapidez de un rayo" y "parecían carbones encendidos, o antorchas, que se movían de un lado a otro. El fuego resplandecía, y de él se desprendían relámpagos.". Este pasaje continúa por describir cuatro objetos brillantes, cada cual como una "rueda... encajada dentro de... otra [rueda]". Estos objetos podían volar y se movían con las criaturas: "Cuando los seres vivientes avanzaban, las ruedas a su lado hacían lo mismo, y cuando se levantaban del suelo, también se levantaban las ruedas".
En el capítulo 4 de ¿Carrozas de los Dioses?, titulado ¿Era Dios un Astronauta?, von Däniken sugiere que Ezequiel había visto a una o varias naves espaciales; esta hipótesis había sido formulado por Morris K. Jessup en el 1956 y por Arthur W. Orton en el 1961. Una versión detallada de su hipótesis fue descrita por Josef F. Blumrich en su libro Las Naves Espaciales de Ezequiel (1974).

#### Otras partes en la Biblia
Se ha dicho que las características del Arca de la Alianza y del Urim y Tumim sugieren una tecnología avanzada, quizá de orígenes alienígenas.
Robert Dione y Paul Misraki publicaron libros en la década de los 60 donde aseveran que los eventos en la Biblia fueron causados por tecnología extraterrestre. Barry Downing, un ministro Presbiteriano escribió un libro en 1968 aseverando que Jesús fue un extraterrestre, citando (Juan 8: 23) y otros pasajes bíblicos como evidencia.
Algunos proponentes de los astronautas antiguos, tales como Von Däniken y Barry Downing, creen que el concepto del infierno en la Biblia podría ser una descripción real del planeta Venus traída a la Tierra por extraterrestres mostrando fotos de la superficie caliente en Venus a los humanos.

### Obras de arte antiguas

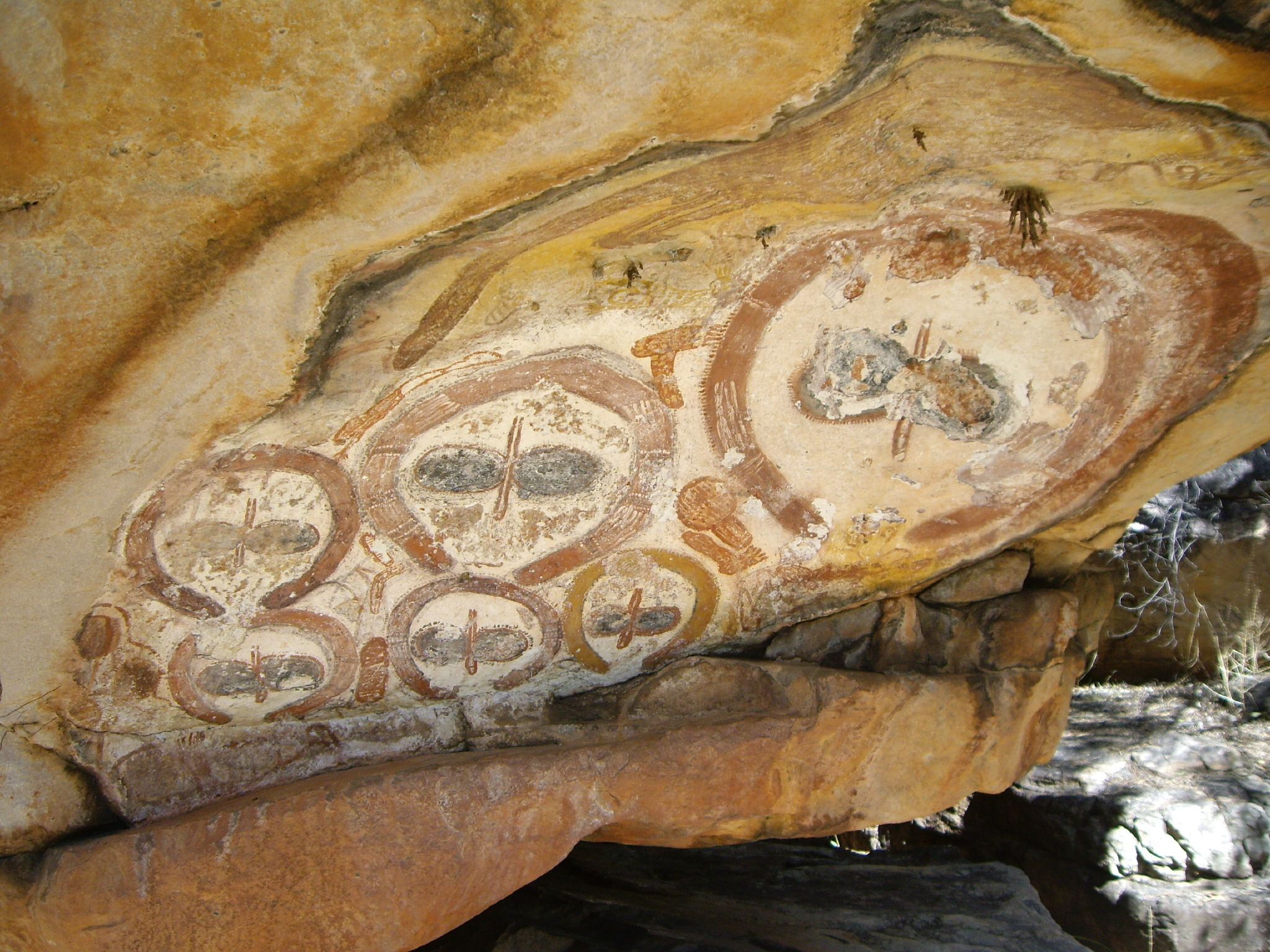
Arte de roca Wondjina en la región de Kimberley, Australia.

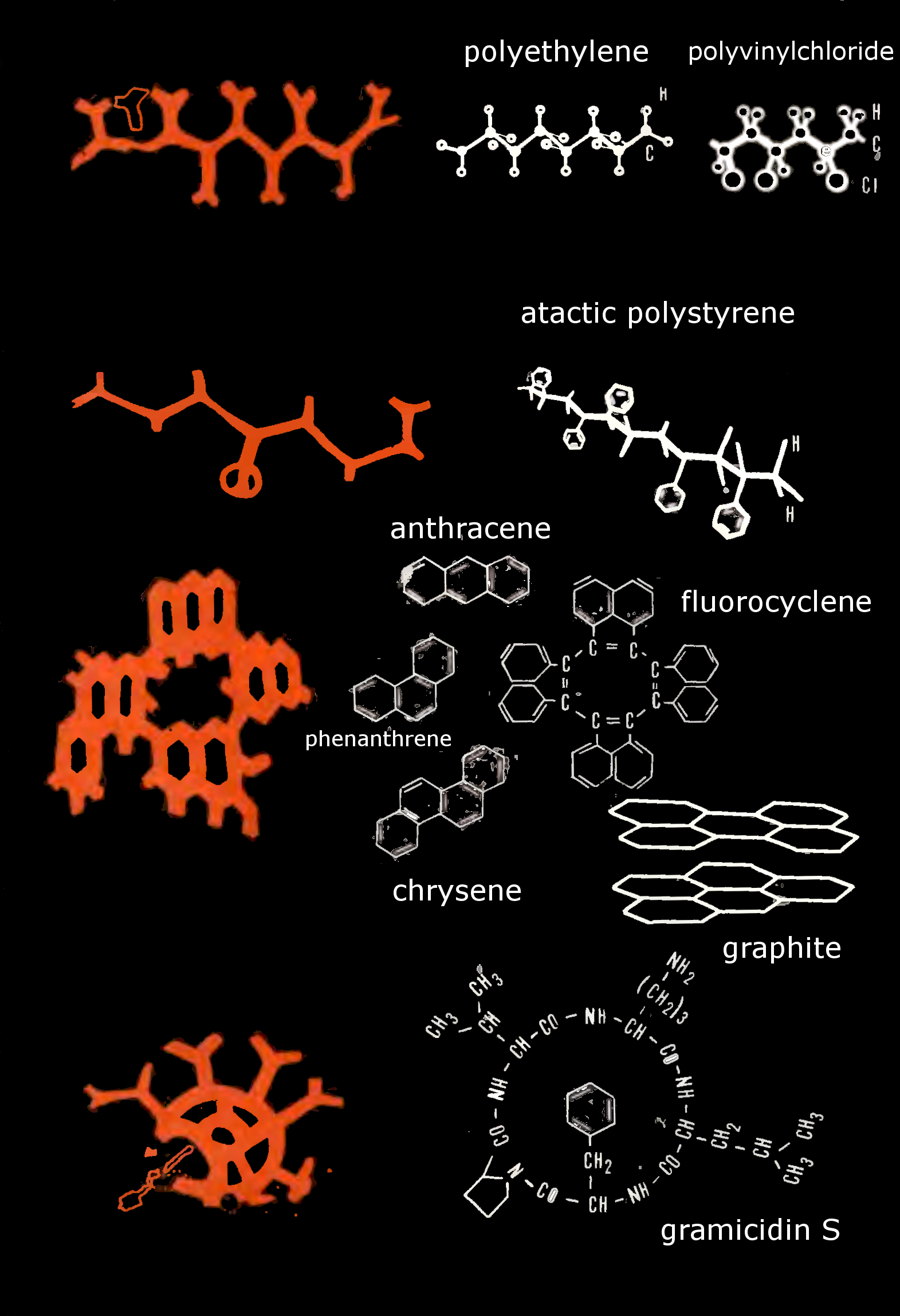
Comparación de algunos pictogramas de Ural con fórmulas estructurales modernas de varios compuestos químicos (de acuerdo al investigador ruso Vladimir Avinsky).

Se ha buscado evidencia de obras de arte que apoyan la hipótesis de astronautas antiguos en pinturas en cavernas paleolíticas. Tassili n'Ajjer en Argelia, Wondjina en Australia y Val Camonica en Italia (mostradas arriba) se dicen que se asemeja los astronautas de hoy en día. Defensores de la hipótesis de los astronautas antiguos algunas veces aseveran que similitudes tales como cabezas en forma de cúpula, interpretado como seres con cascos espaciales, son prueba de que el hombre primitivo fue visitado por una raza extraterrestre.
Más evidencia a favor de esta hipótesis se basa en lo que se dice ser una representación de platillos voladores en arte medieval y del renacimiento. Esto se utiliza para apoyar la hipótesis de astronautas antiguos tratando de mostrar que los creadores de la humanidad regresan para ver cómo está su creación a través del tiempo.

#### Líneas de Nazca

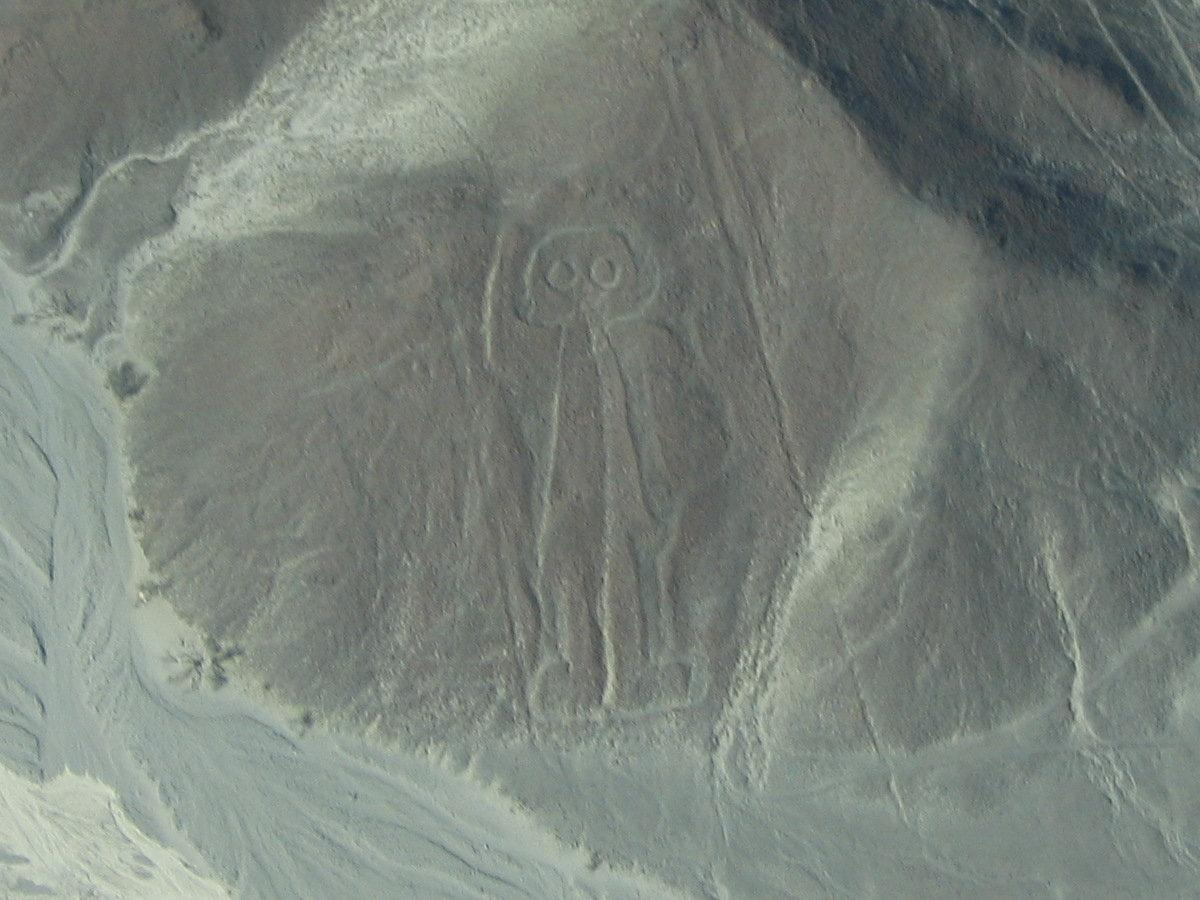
El Astronauta - un enorme geoglifo cerca de las líneas de Nazca.

Las antiguas Líneas de Nazca son cientos de gigantescos dibujos grabados en el desierto del sur de Perú. Algunos son animales estilizados y figuras humanoides, mientras que otros son meramente líneas rectas de cientos de metros de largo. Como las figuras se hicieron para verse de una gran altura, las han relacionado con la hipótesis de astronautas antiguos. Von Däniken (1970) dice que las líneas de Nazca y las figuras pudieron haberse hecho de acuerdo con instrucciones de aeronaves y sugiere que las líneas más anchas y largas podrían ser pistas de aterrizaje para naves espaciales. Sin embargo, el profesor Joe Nickell de la Universidad de Kentucky, pudo recrear una de las figuras usando solamente estacas de madera e hilo.

### Artefactos antiguos
Evidencia física presunta incluye el descubrimiento de artefactos en Egipto (el Pájaro de Saqqara) y en Colombia-Ecuador (los Artefactos quimbaya), de los que se dice que son similares a aviones y planeadores modernos, aunque estos han sido interpretados por arqueólogos como representaciones estilizadas de aves e insectos.

### Lugares megalíticos

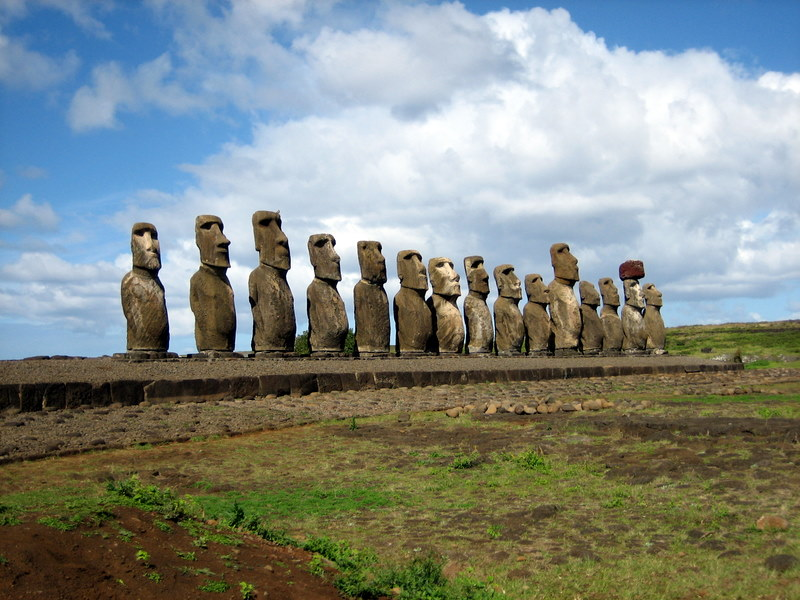
Ahu Tongariki cerca de Rano Raraku; algunos proponentes de la hipótesis de astronautas antiguos aseveran que las estructuras de piedra fueron construidas por (o con la ayuda de) extraterrestres.

En cuanto a evidencias que apoyan la hipótesis de astronautas antiguos se incluye la existencia de monumentos antiguos y ruinas megalíticas tales como las pirámides de Guiza en Egipto, Machu Picchu en el Perú, Baalbek en el Líbano, los Moais de la Isla de Pascua y Stonehenge en Inglaterra. Los defensores afirman que estas estructuras de piedra no podrían haber sido construidas con las herramientas y habilidades técnicas de la gente de esa época y añaden que muchas de ellas no podrían replicarse incluso hoy en día. Sugieren que el gran tamaño de las rocas de los edificios, la precisión con las que fueron colocadas, y las distancias que muchas de ellas fueron transportadas hace preguntar quién construyó estos lugares. Estas contenciones son categóricamente rechazadas por el establecimiento arqueológico. Algunos arqueólogos convencionales han participado en experimentos para mover grandes megalitos. Estos experimentos han sido exitosos en poder mover megalitos de hasta por lo menos 40 toneladas, y han especulado que con una fuerza laboral mayor los megalitos podrían ser movidos con tecnología antigua.
Este tipo de alegación es similar al de los antiguos griegos de la edad oscura quienes creían que cíclopes gigantes habían construido las murallas de construcción ciclópea en las ciudades micénicas.

### Prácticas religiosas y culturales

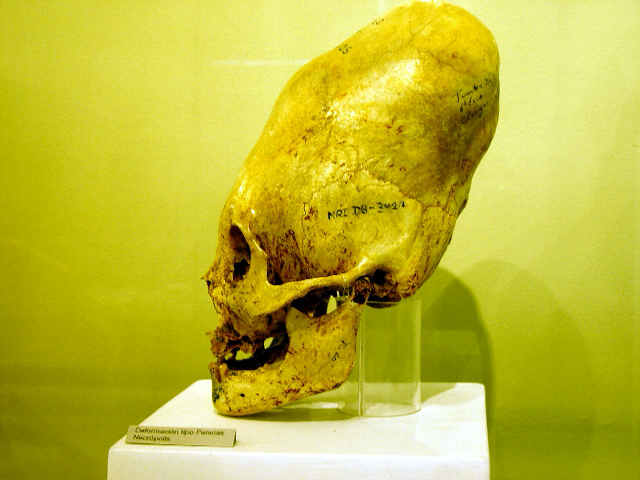
Una calavera nazca elongada artificialmente en el Museo Regional de Ica en Perú.

Varias culturas antiguas, tales como los antiguos egipcios y algunos amerindios, elongaron artificialmente los cráneos de sus hijos. Algunos proponentes de la hipótesis de los antiguos astronautas sostienen que esto se hizo para emular a visitantes extraterrestres, a quienes veían como dioses. Entre los gobernantes antiguos representados con cráneos elongados están el faraón Akenatón y Nefertiti. Se ha señalado que los extraterrestres grises descritos por muchos abducidos tienen cabezas en forma similar.

## Proponentes
Muchas publicaciones han argumentado alguna variante de la hipótesis de los astronautas antiguos. Ejemplos notables incluyen:
- 1897: Garrett P. Serviss, La conquista de Marte de Edison.
- 1919: Charles Fort, El libro de los condenados.
- 1943: Francisco Ramírez Suárez, El origen.
- 1954: Harold T. Wilkins, Platillos voladores de la Luna.
- 1956: Morris K. Jessup, Los ovnis y la Biblia.
- 1957: Peter Kolosimo, Il pianeta sconosciuto (‘el planeta desconocido’).
- 1958: George Hunt Williamson, Los lugares secretos del león.
- 1958: Henri Lhote,[65] La búsqueda de los Frescos Tassili: La historia de las pinturas rupestres del Sahara.
- 1959: Jacques Bergier y Louis Pauwels, El retorno de los brujos.
- 1960: Brinsley Le Poer Trench, La gente del cielo.
- 1961: Matest M. Agrest, Los astronautas de antaño.
- 1963: Matest M. Agrest, En el rastro del descubrimiento: Enigmas del espacio exterior: Científicos descifran misterios : Secretos de historia.
- 1963: Robert Charroux, Cien mil años de historia desconocida del hombre.
- 1964: W. Raymond Drake, ¿Dioses o astronautas?.
- 1965: Pablo Misraki, Platillos voladores con las edades.
- 1966: Iosif Shklovsky y Carl Sagan, La vida inteligente en el Universo (acerca del bulo de los dogón de África).
- 1967: Brad Steiger, La amenaza de los platillos voladores.
- 1967: John Michell, La visión del platillo volante.
- 1968: Erich von Däniken, Recuerdos del futuro.
- 1968: Barry Downing, La Biblia y los platillos volantes.
- 1969: Robert Dione, Dos unidades de un platillo volador.
- 1969: Jean Sendy, Los dioses que hicieron el cielo y la Tierra, la novela de la Biblia.
- 1971: Andrew Tomas, No son los primeros: los enigmas de la ciencia antigua.
- 1972: Thomas Charles Lethbridge, La leyenda de los Hijos de Dios: ¿una fantasía?.
- 1974: Charles Berlitz, El triángulo de las Bermudas.
- 1974: Josef F. Blumrich, Las naves espaciales de Ezequiel.
- 1974: Claude Vorilhon conocido como Rael, Le livre qui dit la vérité (‘el libro que cuenta la verdad’).
- 1974: Richard Mooney, Colonia Tierra.
- 1974: Robin Collyns, ¿Astronautas colonizaron la Tierra?.
- 1975: Graham Cairns-Smith (un bioquímico que sugiere que los ancestros de los seres humanos podrían haber tenido bioquímicas extraterrestre y presentaron algunas pruebas para apoyar esta posibilidad en una revista de investigación biológica).
- 1975: Serge Hutin, Razas alienígenas y civilizaciones fantásticas.
- 1976: Robert K. G. Temple, El misterio Sirio (acerca del bulo de los dogón).
- 1976: Craig Umland y Eric Umland, El misterio de los antiguos: astronautas tempranos y los mayas.
- 1976: Gerhard R. Steinhäuser, Jesucristo: heredero de los astronautas.
- 1976: John Baxter y Atkins Thomas, El fuego vino: el enigma de la explosión de Siberia.
- 1977: John Philip Cohane, La paradoja: el caso del origen extraterrestre del hombre.
- 1977: Marc Dem, Las tribus perdidas del espacio exterior.
- 1977: Warren Smith, Viaje OVNI.
- 1978: George Sassoon y Rodney Dale, Máquina de maná.
- 1978: Zecharia Sitchin, El 12º planeta.
- 1984: Don Elkins, James McCarthy, Carla Rueckert, El material de Ra: un antiguo astronauta habla.
- 1984: Salvador Freixedo, ¡Defendámonos de los Dioses!.
- 1988: Salvador Freixedo, La Granja Humana.
- 1988: Riley Martin, La Venida de Tan.
- 1989: Salvador Freixedo, La Amenaza Extraterrestre.
- 1993: David Icke, Y la verdad os hará libres.
- 1993: Richard L. Thompson, Identidades alienígenas: análisis antiguo en moderno fenómeno ovni.
- 1996: Alan F. Alford, Dioses del nuevo milenio.
- 1996: Murry Hope, La conexión de Siria: abriendo los secretos del Antiguo Egipto.
- 1996: Richard C. Hoagland, Los monumentos de Marte: una ciudad al borde de la eternidad.
- 1998: Lloyd Pye, Todo lo que sabemos es incorrecto.
- 1998: James Herbert Brennan, Génesis de Marte.
- 1999: David Hatcher Childress, Tecnología de los dioses, la increíble ciencia de los antiguos.
- 1999: Laurence Gardner, Génesis de los reyes del Grial: la explosiva historia de la clonación genética.
- 2003: Burak Eldem, 2012: Cita con Marduk.
- 2010: Alienígenas ancestrales (serie documental con 18 temporadas, emitida por  televisión y cadenas de cable).